# Claudio Biaggio
Claudio Biaggio (sinh ngày 2 tháng 7 năm 1967) là một cầu thủ bóng đá người Argentina.

## Đội tuyển bóng đá quốc gia Argentina
Claudio Biaggio thi đấu cho đội tuyển bóng đá quốc gia Argentina từ năm 1995.

## Thống kê sự nghiệp
| Đội tuyển bóng đá Argentina | Đội tuyển bóng đá Argentina | Đội tuyển bóng đá Argentina |
| Năm                         | Trận                        | Bàn                         |
| --------------------------- | --------------------------- | --------------------------- |
| 1995                        | 1                           | 0                           |
| Tổng cộng                   | 1                           | 0                           |